# Машакене (баскетбольный клуб)
«Машакене» — мозамбикский баскетбольный клуб из Мапуту. Выступает в чемпионате Мозамбика.

## История
Машакене является обладателем Кубка чемпионов Африки 1985 года.
В 1985 году клуб участвовал в Межконтинентальном кубке.